# Nakilat
Nakilat est une entreprise publique qatarie, fondée en 2004, et opérant dans le domaine du transport du gaz naturel.

## Structure
Le nom de l’entreprise nakilat, (ar) نَاقِلات, désigne, le pluriel de « transporteur».

## Flotte
Mi 2020, la flotte revendiquée par Nakilat comprend 99 navires (certains étant sa propriété à 100 %, d'autres dépendant de coentreprises avec d'autres entités), à savoir : 
- 14 méthaniers de type Qatarmax, c'est-à-dire les plus grands navires de ce type au monde ;
- 31 méthaniers de type QatarFlex, légèrement moins grands ;
- 24 méthanier conventionnels ;
- 4 butaniers, c'est-à-dire des navires spécialisés dans le transport du gaz de pétrole liquéfié ;
- une unité flottante de stockage et de regazéification;
- 25 navires de soutien et remorqueurs.